# اطلاعات، ارتباطات و جامعه

اطلاعات، ارتباطات و جامعه یک ژورنال دانشگاهی داوری همتا است که نقش رسانه‌های دیجیتال در عصر اطلاعات را پوشش می‌دهد. این ژورنال در سال ۱۹۹۸ تأسیس شد و توسط روتلج منتشر می‌شود. سردبیر این ژورنال برایان لودر (دانشگاه یورک) است. بر اساس گزارش استنادی مجلات، این ژورنال دارای ضریب تأثیر ۴٫۱۲۴ در سال ۲۰۱۸ است و از بین ۸۸ ژورنال در رده «ارتباطات» رتبه ۴ و از بین ۱۴۸ ژورنال در رده «جامعه‌شناسی» رتبه ۵ را دارد.